# Тракторний
Тра́кторний (рос. Тракторный) — селище у складі Рубцовського району Алтайського краю, Росія. Входить до складу Безрукавської сільської ради.

## Населення
Населення — 90 осіб (2010; 67 у 2002).
Національний склад (станом на 2002 рік):
- росіяни — 96 %